# 三文魚貧血症
三文魚貧血症是一種由三文魚貧血症病毒引致，經接觸受感染三文魚及其分泌物傳播，出現在大西洋三文魚的疾病，近年在多個地區爆發，令三文魚的產量驟降。

## 歷史
三文魚貧血症最先在1984年秋天被發現於挪威諾爾蘭郡一個養魚場的大西洋三文魚身上，當時的散播較為緩慢，直至1988年6月出現大規模及嚴重的擴散，英國的魚類及食品農業部隨即要求如發展三文魚感染此病要上報。1996年夏天，加拿大的新不倫瑞克芬迪灣亦首次發現有三文魚感染。1998年5月，蘇格蘭高地區的三文魚也受到感染，隨後斯凱島及昔德蘭群島相繼證實受到三文魚貧血症的侵襲。1998年法羅群島證實首宗病毒，智利亦懷疑受到病毒的入侵。2001年，美國緬因州亦上報發現三文魚感染病毒。2006年，加拿大三文魚感染三文魚貧血症的情況得到緩和，但病毒隨即在2007年於智利爆發，此病毒於智利一直蔓延到2010年亦未得到改善。

## 病症
受感染三文魚外表上明顯的感染病症包括會令三文魚的鰓部變得蒼白軟弱，三文魚需要游到靠近水面的地方呼吸、眼球突出、眼窩出現班點、腹部腫脹出血及水腫。受感染三文魚內部的血細胞會異常活躍，紅血球會遭病毒攻擊，大量死亡，壞細胞則上升，出現嚴重貧血，令肝臟及脾臟腫脹，循環系統停頓，最終令三文魚死亡。三文魚貧血症的死亡率十分高，養殖場內的三文魚死亡率更高達100％。

## 感染
基本上，大量感染的情況只會出現在養殖場飼養的大西洋三文魚，但少部分野生的大西洋三文魚、契努克三文魚、棕鱒、海鱒、虹鱒亦被發現三文魚貧血症病毒的病原體。

## 經濟影響
1999年，挪威及加拿大因三文魚貧血症的經濟損失為1千1百萬美元及1千4百萬美元，而蘇格蘭的損失更高達3千2百萬美元。2007年，智利超過1百萬條三文魚因疫病而被殺，兩年來產量大跌75％，由2008年售出40.3萬公噸三文魚跌至2009年售出約9萬公噸，智利因此預計會有約1萬5千名直接工人及8千名間接工人喪失工作或受到影響。